# Midtown (banda)
Midtown foi uma banda de pop punk de Springfield, Nova Jérsei, Estados Unidos.

## Carreira
O grupo foi formado em novembro de 1998 por três estudantes da Universidade de Rutgers, mas rapidamente se tornou um quarteto. A banda tirou proveito da fértil cena punk de Nova Jersey para desenvolver um som que combinava elementos de emocore e punk rock e começou a gravar pouco depois de sua formação. Seu primeiro EP, The Sacrifice of Life, foi lançado pela Pinball Records em 1999. O álbum de estreia, Save the World, Lose the Girl, foi lançado no começo de 2000 pela Drive-Thru Records. Em seguida, a banda foi apoiada pela MCA para o próximo álbum, Living Well Is the Best Revenge (2002). O disco seguinte, Forget What You Know (2004) foi produzido em um período em que a banda não estava sob contrato com nenhuma gravadora, sendo depois aceito pela Columbia Records. Esse foi seu ultimo álbum de estúdio, tendo a mesma se separado pouco depois de seu lançamento, em 2005. O antigo lider, Gabe Saporta, é agora o vocalista da banda de pop punk Cobra Starship. Heath Saraceno, antigo guitarrista, se juntou à banda Senses Fail em 2005, mas saiu em 2009 para ir em busca de objetivos pessoais.

## Integrantes
- Gabe Saporta - vocal e baixo (1998–2005)
- Tyler Rann - vocal e guitarra (1998–2005)
- Heath Saraceno - vocal e guitarra (1998–2005)
- Rob Hitt - bateria e percussão (1998–2005)

## Discografia
- The Sacrifice of Life (EP) (1999)
- Save the World, Lose the Girl (2000)
- Donots vs. Midtown Split 7" (2000)
- Millencolin/Midtown Split (2001)
- Living Well Is the Best Revenge (2002)
- Forget What You Know (2004)

## Singles
- "Just Rock 'n' Roll"
- "Like a Movie"
- "Get It Together"
- "Give It Up" - (#32 US Modern Rock)
- "Empty Like the Ocean"